# Dytiscus bimaculatus
Dytiscus bimaculatus is een keversoort uit de familie waterroofkevers (Dytiscidae). De wetenschappelijke naam van de soort is voor het eerst geldig gepubliceerd in 1767 door Linnaeus.